# Dálcio Gomes
Euciodálcio Gomes (Almada, 22 de maio de 1996), conhecido apenas como Dálcio, é um futebolista guineense que atua como meio-campista. Atualmente está sem clube.

## Carreira em clubes
Sua estreia profissional foi em janeiro de 2015, na vitória por 2 a 0 do Belenenses sobre o Gil Vicente, pela 17ª rodada da Primeira Liga. Em junho do mesmo ano, assinou com o Benfica, sendo emprestado ao Belenenses até o final da temporada, porém só disputaria 3 partidas em sua segunda passagem pelos Azuis do Restelo, sendo posteriormente repassado ao Benfica B em janeiro de 2016. Ainda vinculado às Águias, jogou também por empréstimo no Rangers (jogou apenas 2 partidas, contra Progrès Niederkorn e Hamilton Academical) e Belenenses SAD (23 jogos).
Após deixar o Benfica, Dálcio jogou por Panetolikos e Ionikos (ambos da Grécia), no APOEL (Chipre) e Estrela Vermelha (Sérvia), que o contratou em junho de 2024.
Em janeiro de 2025, foi contratado, por empréstimo, pelo Ankaragücü, da Turquia.

## Carreira internacional
Com passagem pelas seleções Sub-19 e Sub-20 de Portugal, Dálcio optou em representar a Guiné-Bissau em nível profissional. A estreia do meio-campista pelos Djurtus foi na vitória por 3 a 0 sobre a Guiné Equatorial, em março de 2022.
Fez parte do elenco que disputou a Copa das Nações Africanas de 2023, atuando nas 3 partidas da seleção e dando uma assistência, mas não evitou a eliminação na fase de grupos.

## Títulos
APOEL
- Campeonato Cipriota: 2023–24